# Пыльнов, Григорий Дмитриевич
Григорий Дмитриевич Пыльнов (15 [28] сентября 1907, с. Карловка, Самарская губерния — 22 января 1942, д. Попково, Смоленская область) — советский борец классического стиля, многократный чемпион и призёр чемпионатов СССР, Заслуженный мастер спорта СССР (1942). Участник Великой Отечественной войны, член КПСС с 1941.

## Биография
Состоял в спортивном клубе «Динамо», занимался регби и классической борьбой.
В 1933—41 преподаватель борьбы и рукопашного боя Государственного центрального института физической культуры (Москва).
7-кратный чемпион СССР по классической борьбе (в 1933—1941). Серебряный призёр СССР по классической борьбе в 1936 году. Бронзовый призёр СССР по классической борьбе в 1934 году. Выступал в полутяжёлой весовой категории. Воспитал победителя Чемпионата Европы 1947 года Константина Коберидзе.

## Военная служба
В начале Великой Отечественной войны призван Московским ГВК в ряды Войск Особой группы при НКВД СССР, которые в октябре 1941 года были реорганизованы в Отдельную мотострелковую бригаду особого назначения (ОМСБОН) НКВД СССР, входившую в состав Четвёртого (партизанского) управления НКВД под руководством комиссара госбезопасности П. А. Судоплатова. Личный состав бригады комплектовался сотрудниками НКВД и НКГБ, а также добровольцами-спортсменами Государственного центрального ордена Ленина института физической культуры, воспитанников всех без исключения добровольных спортивных обществ столицы, мобилизованными комсомольцами и иностранными коммунистами.
Зимой 1941/1942 годов, мобильные отряды ОМСБОН провели множество дерзких рейдов и налетов в тылу немцев. В таких операциях участвовал и младший лейтенант Пыльнов, который являлся помощником командира взвода 7-го отряда капитана Васина Н. А. в 3-м батальоне 1-го мотострелкового полка ОМСБОН НКВД СССР.

## Гибель
18 января 1942 года четыре отряда ОМСБОН, по 80 человек в каждом, прибыли в расположение 328-й стрелковой дивизии (1-го формирования) 10-я армии Западного фронта, с начала января 1942 года ведущей кровопролитные бои по уничтожению частей 216-й пехотной дивизии вермахта, окружённых в районном центре Сухиничи Калужской области. Одним из этих отрядов ОМСБОН командовал капитан Н. А. Васин. В этот день,18 января 1942 г., Григорий Пыльнов написал последнее письмо родным.
Первоначально, в задачу всех четырёх отрядов входил переход линии фронта в районе деревни Маклаки Думиничского района, с последующим продолжением диверсионной работы в тылу немецких частей — в Жиздринском и Людиновском районах. Дальнейшей целью отрядов был выход к лесам Брянской области для связи с действовавшими там партизанами.
Как описывал в своей книге «В Московской битве: Записки командарма» (Глава V. Вражеский контрудар) маршал Советского Союза, а в тот момент — генерал-лейтенант, командующий 10-й армией Западного фронта Филипп Иванович Голиков, в течение следующих нескольких дней обстановка под Сухиничиами резко осложнилась — немцы силами нескольких дивизий, в том числе и танковых, пошли на деблокирование своего окружённого гарнизона. Под рукой свежих резервов не было и командованию 10-я армии пришлось использовать чекистов-спортсменов не по назначению. Отряд под командованием капитана Н. А. Васина, в котором служил Пыльнов, был срочно направлен оборонять деревню Попково Сухиничского района, которая стояла на пути танков противника. Два подразделения ОМСБОН под командованием капитана Н. С. Горбачёва и старшего лейтенанта К. З. Лазнюка тоже были направлены на не менее ответственные участки обороны. Четвёртый отряд под командованием старшего лейтенанта М. К. Баженова ранее перешёл линию фронта и действовал в тылу у немцев.
23.01.42.г., у деревни Попково, два отделения под командованием младшего лейтенанта Пыльнова Г. Д. первыми попали под таранный удар 18-й танковой дивизии вермахта. Чекисты-спортсмены стояли насмерть. Никто не отступил. Командир отряда — капитан Васин погиб. В живых не осталось почти никого. Смертью храбрых пал и младший лейтенант Пыльнов. Местные жители вспоминали, что по весне, когда сошёл снег, они увидели на чёрной земле множество мертвых в белом (омсбоновцы были в белых маскхалатах).
После описанных выше событий, в период 10—14 февраля 1942 года, остатки отрядов ОМСБОН отозвали в Москву. Часть бойцов из их бывших составов впоследствии присоединилась к новым отрядам, отправлявшимся в тыл врага.

## Память
Останки Г. Д. Пыльнова покоятся в воинском захоронении, находящемся в д. Старая Брынь Сухиничского района Калужской области. Оно возникло в 1956 г., когда здесь были перезахоронены останки советских воинов из одиночных и небольших братских могил в окрестностях с. Брынь, а также в Баринове, Богородицком, Куклине, Попково, Сосновке и др.
С 1958 в Москве проводятся соревнования по классической борьбе, посвященные памяти Пыльнова.

## Спортивные результаты
- Чемпионат СССР по классической борьбе 1933 года — ;
- Чемпионат СССР по классической борьбе 1934 года — ;
- Чемпионат СССР по классической борьбе 1935 года — ;
- Чемпионат СССР по классической борьбе 1936 года — ;
- Чемпионат СССР по классической борьбе 1937 года — ;
- Чемпионат СССР по классической борьбе 1938 года — ;
- Чемпионат СССР по классической борьбе 1939 года — ;
- Чемпионат СССР по классической борьбе 1940 года — ;
- Чемпионат СССР по классической борьбе 1941 года — ;